# Drugi brzeg (film 1997)
Drugi brzeg – polski film fabularny z 1997 roku, w reżyserii Magdaleny Łazarkiewicz oraz z jej scenariuszem.

## Fabuła
Opowieść o ostatnich dniach życia poety Heinricha von Kleista i jego ukochanej Henrietty Vogel.

## Obsada
- Dominika Ostałowska – Henrietta Vogel
- Jerzy Łazewski – Heinrich von Kleist
- Maciej Kozłowski – Stimming
- Dorota Kolak – żona Stimminga
- Grzegorz Jurkiewicz – Vogel
- Igor Michalski – Poguilhen
- Joanna Kreft-Baka – służąca
- Adam Szczepaniak – posłaniec
- Jacek Labijak – domownik
- Tomasz Chutek – policjant
- Michał Ciećka – policjant[1]

## Nagrody
1998:
- Magdalena Łazarkiewicz – nagroda za reżyserię na MFTTv w Płowdiwie
- Adam Sikora – nagroda za zdjęcia na MFTTv w Płowdiwie